# Tablette de cire
Les tablettes de cire (en latin tabulæ, planches) sont des supports d'écriture effaçables (des tablettes à écrire) et réutilisables, connus depuis la haute Antiquité et qui ont été utilisés jusqu'au milieu du XIXe siècle.

## Description

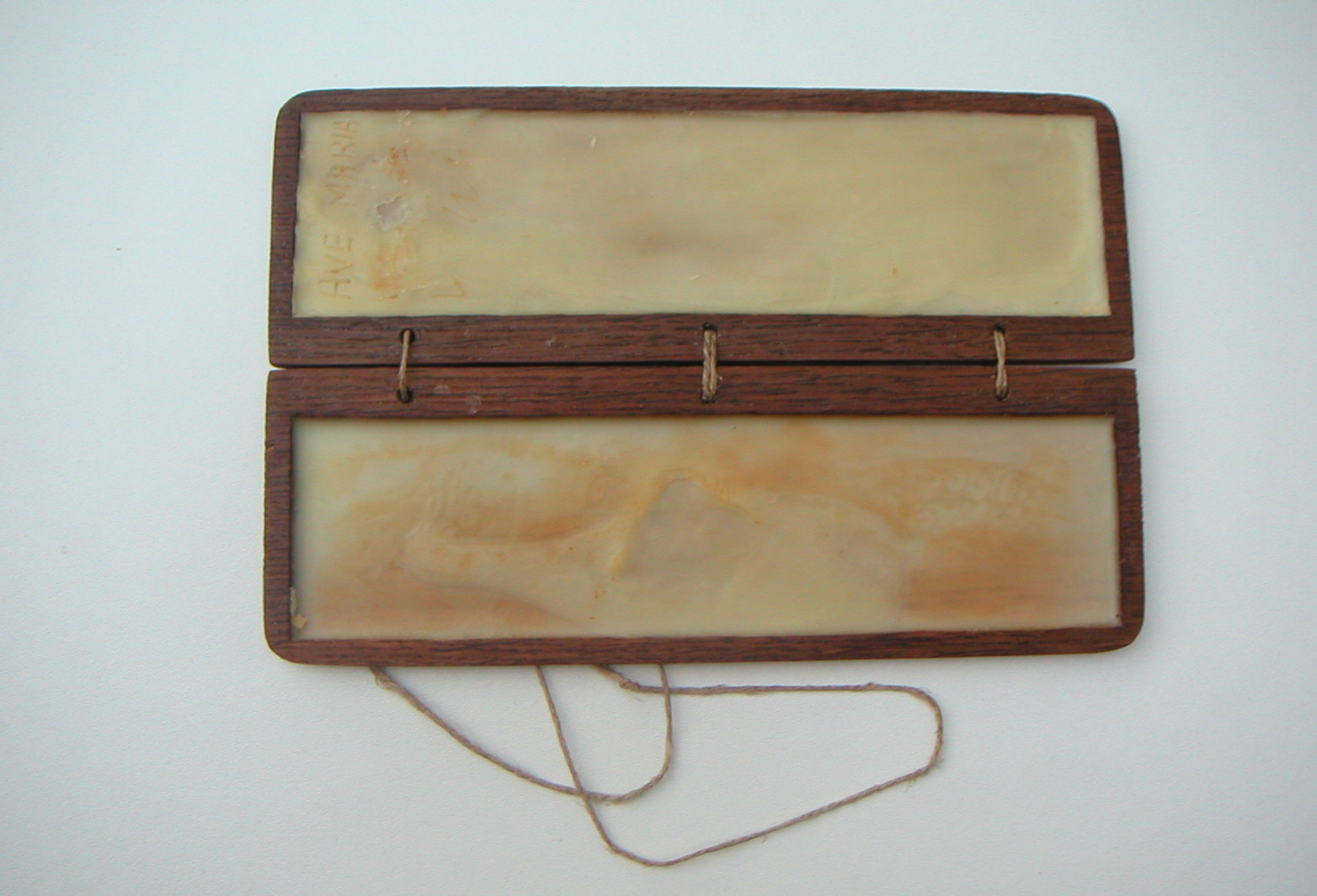
Reproduction d'une tablette de cire.

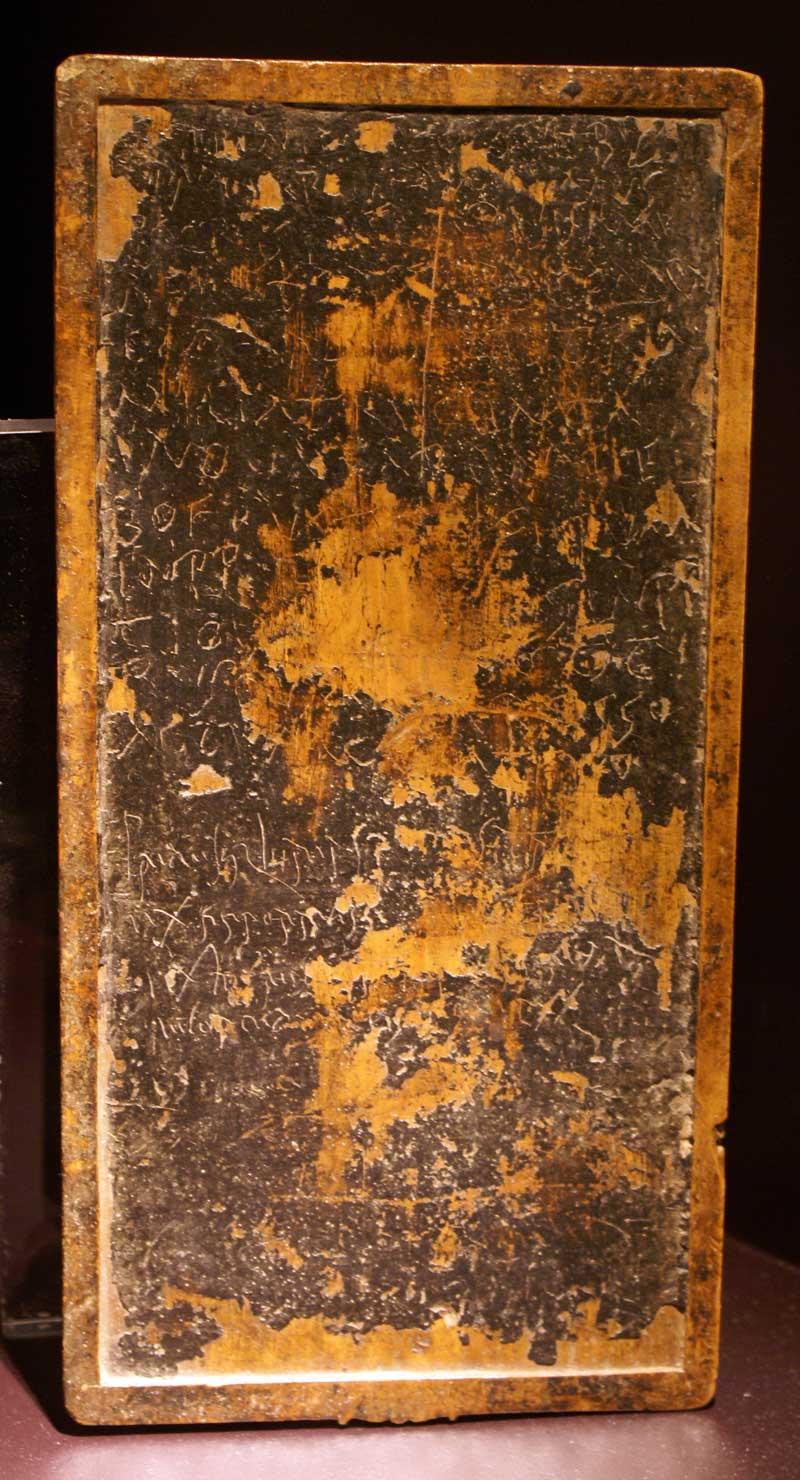
Tablette de buis enduite de cire en usage au I. Musée de Santa Cruz, Tolède, Espagne. Dimensions approximatives : 10 x 18 cm.

La tablette de cire est formée d'une plaquette le plus souvent d'environ 10 à 40 cm de long sur quelques centimètres de largeur et quelques millimètres d'épaisseur. Elle est évidée sur presque toute sa surface en conservant un rebord de quelques millimètres qui fait cadre. De la cire est coulée dans la partie en dépression puis lissée. L'écriture se fait en gravant les caractères sur la cire à l'aide de l'extrémité pointue d'un instrument appelé style (aujourd'hui plus fréquemment appelé stylet). Ils peuvent être effacés en lissant la cire avec l'autre extrémité, plate, du style, après l'avoir ramollie.
Le matériau utilisé pour fabriquer les tablettes est en général le bois (buis, hêtre, érable, etc.) mais des matières plus nobles ont été également utilisées, en particulier au Moyen Âge où l'ivoire, l'argent, l'os de baleine ont été utilisés. La corne et l'ardoise ont également été utilisées mais dans une moindre mesure.

La cire, rarement de la cire d'abeille pure, est très souvent teinte pour obtenir une surface d'écriture colorée ou sombre sur laquelle les incisions faites par le style seront plus visibles à la lumière. Les principales couleurs sont le noir obtenu en mélangeant du noir de fumée à la cire ainsi que le rouge foncé, le vert foncé et le jaune obtenus en mélangeant divers pigments. Ovide se plaint dans un poème de l'amant qui reçoit un message dont la couleur rose contredit le contenu : 

« Loin de moi, tablettes maudites ! bois funèbre ! et toi, cire qui devais ne m'apporter qu'un refus. Extraite de la fleur de la longue ciguë, tu fus sans doute formée du miel impur de l'abeille de Corse ; ce n'est pas au vermillon, comme il semblait, mais bien certainement au sang, que tu devais ta couleur rouge. »

La tablette peut être évidée et couverte de cire sur une ou sur deux faces.
Plusieurs tablettes peuvent être reliées entre elles par des lanières pour former de petits livres (voir codex) pouvant atteindre une vingtaine de tablettes. Les plaquettes sont alors percées de plusieurs trous sur un des côtés de leur cadre et des liens sont passés dans ces orifices ; les plaquettes formant couverture du livre sont évidées sur une seule face tandis que les plaquettes intérieures sont évidées sur les deux faces. Le cadre conservé autour de l’évidement permet de ne pas endommager la cire quand les plaquettes sont serrées l'une contre l'autre.
Outre les tablettes de cire, on utilisait aussi la tablette blanche (appelée en grec ancien λεύκωμα, et en latin album ou tabula dealbata) constituée d'une planche de bois polie et blanchie, sur laquelle on écrivait à l'aide d'un calame trempé dans de l'encre. Il n'y avait donc pas incision. Ce type semble avoir été utilisé par les maîtres pour des exercices scolaires ainsi que pour des annonces officielles. Le plus bel exemple qui nous en soit parvenu est la Tablette de Marsiliana.
La tablette a joué un rôle essentiel dans le développement et l'adoption du codex, qui a commencé à remplacer le rouleau à partir du Ier siècle et dont le sens original signifie « morceau de bois ». Pour que cette révolution se produise, il a fallu que le bois soit remplacé par des feuilles de papyrus puis de parchemin.

## Historique

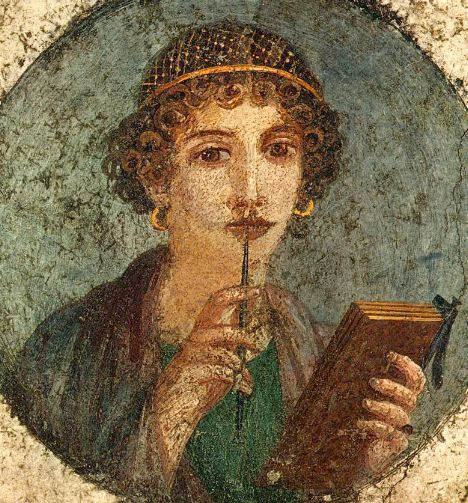
Tablette de cire tenue par une femme identifiée à la poétesse Sappho. (Pompéi, I.)

La plus ancienne tablette connue provient d'un bateau mycénien et date du XIVe siècle av. J.-C.. On a d'autre-part retrouvé des tablettes à Nimrud, écrites en cunéiforme.
Les Grecs ont adopté la tablette appelée δέλτος / deltos par l'intermédiaire des Phéniciens en même temps que l'alphabet vers le VIIIe siècle av. J.-C. La première référence littéraire d'une tablette de cire apparaît dans le conte de Bellérophon de l’Iliade.

### Utilisation à Rome

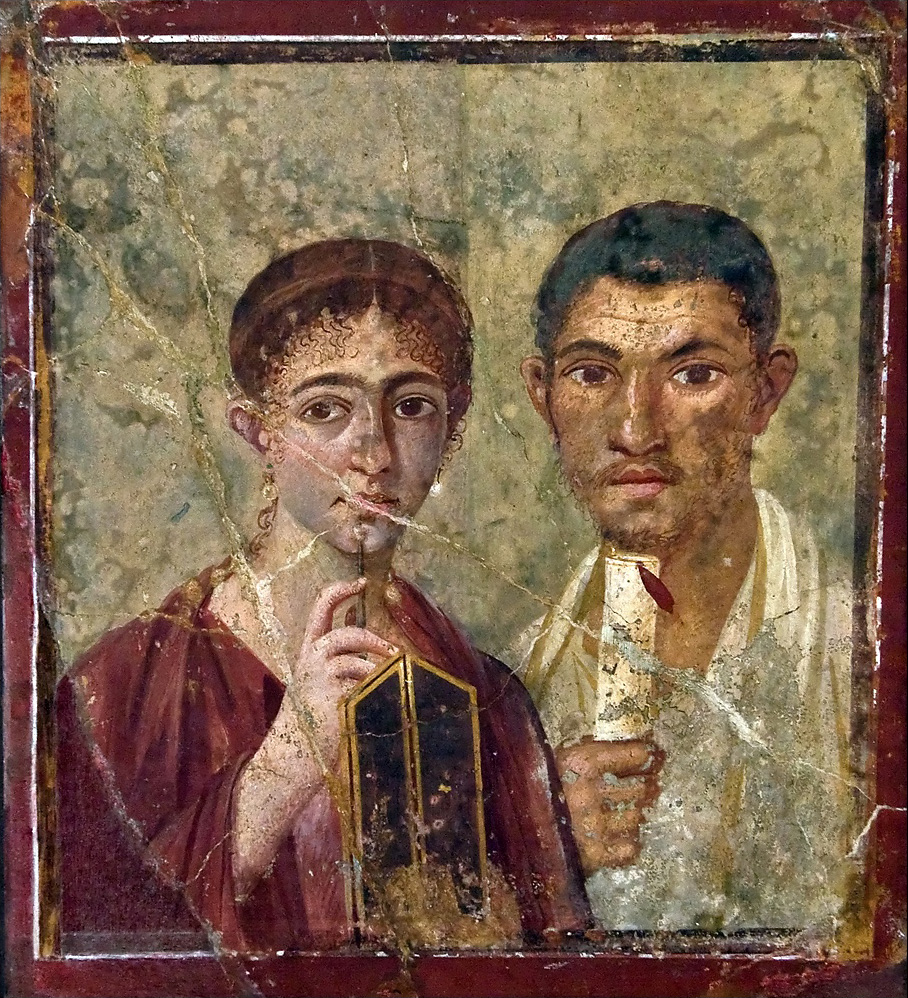
Terentius Neo et sa femme. La tablette et le rouleau. (Pompéi, Ier siècle.)

Du fait de la possibilité d'effacer l'écriture et de réutiliser le support, la tablette de cire a surtout servi à prendre des notes au brouillon et à faire des comptes. Elle est énormément utilisée par les Romains pour la correspondance privée mais aussi pour des usages administratifs nécessitant une certaine pérennité et vérifiabilité du document. On en a trouvé une encore couverte de cire à Pompéi.
À Rome, une tablette seule (tabula) est utilisée comme bulletin de vote, par les jurés lors des procès, ou lors des plébiscites, à partir de 139 av. J.-C. La tablette de vote judiciaire portait une des deux lettres : A (pour Absolvo, j'absous) ou C (Condemno, je condamne). La tablette de vote pour un plébiscite portait soit un V (pour Vti rogas, c'est-à-dire Comme tu demandes) soit un A (pour Antiguo, Je m’oppose)
La tablette devient indispensable aux secrétaires du Sénat pour prendre en sténographie tironnienne les comptes-rendus des débats. Dans un format réduit qui tient dans la main, elle sert de bloc-note à toutes les personnes qui savent écrire (d'où l'expression latine pour désigner les tablettes à écrire : pugillares (libelli) ou pugillaria, de pugillaris, qui tient dans le poing). Elle était également utilisée pour enregistrer des documents officiels tels que des actes de naissance ou les Diplômes militaires donnant ses droits aux légionnaires vétérans.
Pour la correspondance les Romains les utilisent par paire : les deux tablettes évidées sur une seule face sont reliées par une charnière et se referment comme un carnet. Un côté est utilisé par l'émetteur du message, qui laisse vierge l'autre volet et referme l'ensemble. À réception, le destinataire répond sur la partie vierge, et renvoie les tablettes à l'expéditeur. Deux plaquettes comportant le texte étaient liées entre elles pour former un petit livre (codex), et les liens étaient ensuite cachetés.

### Usage tardif
Le Tabletier ou « ceux qui font tables à écrire », constitue une des premières organisations de métier, entérinée par le Livre des métiers d'Étienne Boileau, rédigé en 1268. Ils partagent avec les merciers leur saint patron et saint Éloi avec les orfèvres dont ils sont proches puisque certaines tablettes ont été ouvragées comme de véritables bijoux, associant des matériaux comme l'ivoire, l'or ou l'argent.
Au Moyen Âge, on observe des tablettes mettant en parallèle la cire et le parchemin ou le papier, la cire étant destinée à des écrits qui ne doivent pas rester.
La tablette subsiste donc au Moyen Âge et à la Renaissance jusqu'à la vulgarisation du papier. Des comptes publics ou d’abbayes de ces époques ont été conservés sous la forme de livres de plaquettes. À Paris au XIIIe siècle la corporation des tabletiers ne fabrique que des tablettes destinées à l'écriture. Elles sont en corne, en ardoise, en argent ou en ivoire et recouvertes de cire verte ou rouge. On retrouve des tablettes de cire dans toute l'Europe et le Moyen-Orient.
À l'époque moderne, l'usage de tablettes d'écriture reste courant en Europe occidentale. Elles ont été étudiées par l'historien Roger Chartier. Elles servent notamment à l'apprentissage de l'écriture, ainsi que de support aux informations que les commerçants veulent noter - elles sont d'ailleurs appelées libros de memoria en Espagne.
À partir du XVIIIe siècle, avec les progrès intervenus dans la fabrication du papier et de l'encre, qui en diminuent le coût, l'utilisation des tablettes de cire va diminuant ; l'un des derniers exemplaires conservés est un ensemble de deux tablettes de cire qui servait en 1864 à noter les transactions de la criée au poisson de Rouen.

## Linguistique
En français l'expression faire table rase vient du latin tabula rasa, effacer la tablette.

### Sources
- Bibliothèque Nationale de France «L'aventure des écritures»
- (es) J. Carlos Iglesias-Zoido, « Lectura privada en Roma : soportes y formatos del libro antiguo », dans La Villa de los Papiros, Barcelona, Editorial Planeta, 2013, p. 15-32